# 琴史
《琴史》现存最早的一部琴史专著，编著者宋人朱長文，其成书于1084年。直到1233年才由他的侄孙朱正大付梓刊印，在此书的影响下近代周庆云又编出了《琴史补》和《琴史续》。全书共分六卷，从一卷至五卷讲述了从先秦到宋初156位琴人的记载，第六卷通篇讲述了音律。其收录的历代琴人涵盖了先秦、两汉、魏晋、南北朝、隋唐、宋等。

## 部分琴人记载
先秦时期记载代表琴人有孔子、钟仪、师曹、师旷、伯牙、雍门周、许由等。
两汉时期记载代表琴人有司马相如、师中、赵定、龙德、刘向、王政君、赵飞燕、桓谭、蔡邕等。
魏晋时期记载代表琴人有阮籍、嵇康、陶渊明、蔡琰、杜夔等。
南北朝时期代表琴人有柳谐、宗炳、二柳（柳世隆、柳恽）等。
隋唐时期代表琴人有贺若弼、董庭兰、赵耶利、陈康士、陈拙等.
宋初代表琴人有欧阳修、朱文济、崔遵度、赵阅道等。